# ناشيونال جيوغرافيك كيدز أبو ظبي
ناشيونال جيوغرافيك كيدز أبو ظبي هي أول قناة فضائية وثائقية إماراتية ناطقة باللغة العربية موجهة للأطفال، تبث برامجها المدبلجة للغة العربية من قناة ناشيونال جيوغرافيك الأم، تملكها شركة أبو ظبي للإعلام، وتقدم بثها مجانًا عبر قمر النايل سات.
بدأ بثها على القمر الاصطناعي نايل سات في العشرين من شهر نوفمبر عام 2017، بشكل مجاني ودون تشفير وبالتقنية القياسية العادية SD وبالتقنية فائقة الجودة HD، كما تهتم القناة بالبرامج الوثائقية العلمية والجغرافيا والعلوم الطبيعية.

## نبذة عن القناة
تعتبر قناة ناشيونال جيوغرافيك كيدز أبوظبي أول قناة وثائقية عربية خاصة بالطفل، فهي من إحدى القنوات الجديدة على القمر الصناعي نايل سات تقوم بعرض محتوى متنوع في مجالات العلوم والطبيعية موجهة إلى الأطفال المهتمين بالجغرافيا والحياة البرية والمغامرات والاستكشاف والخيال العلمي والفضاء، كما أنها تقوم بعرض هذه البرامج بطريقة ترفيهية ومسلية مما يجعلها محببة لقلوب الأطفال وتعتبر منظمة علمية ذات مستوى عال.

## برامج القناة[10]
- الحقائق الغريبة
- العباقرة الخارقون
- عالم الحيوانات
- المساهمون الصغار
- عجيب ولكن حقيقي
- هيا بنا نخترع
- اختبر العلوم بنفسك
- سيزار للأنقاذ
- مهمة القطب الشمالي
- الإستكشاف كوكب رائع
- مدرسة العباقرة

## وصلات خارجية
الموقع الرسمي
 (بالعربية)